# Natalia Reddersen
Natalia Reddersen Palavecino (Concepción, 9 de noviembre de 1988) es una actriz chilena de ascendencia alemana. En 2013 debutó en el largometraje Fiesta Falsa del director Daniel Peralta. En el año 2014 consiguió notoriedad pública al interpretar a "Lucy" en la serie Sudamerican Rockers producida por el canal Chilevisión.

## Biografía
Hija del ingeniero informático Richard Reddersen y de Teresa Palavecino, tiene un hermano Odontólogo. Cursó la enseñanza secundaria en el Colegio San Marcos de Macul y sus estudios superiores en la Universidad Mayor, donde se tituló de actriz. 
En 2013 debutó en el largometraje Fiesta falsa, dirigida por Daniel Peralta y donde compartió roles con Tomás Verdejo. 
En 2014 tiene una pequeña aparición en la serie Los archivos del cardenal, interpretando a Gabriela. Ese mismo año es confirmada por el director Jordi Bachs como parte del elenco de Sudamerican Rockers, serie de Chilevisión basada en los inicios del grupo de rock chileno Los Prisioneros. En la historia interpreta a "Lucy", pareja del cantante Claudio Narea, el que a su vez es interpretado por Diego Boggioni.
Incursionó en el teatro siendo parte de las obras La Intrusa, Menú ejecutivo, Sigue latiendo, corazón mío y Lisístrata.
En 2015 hace un cameo en el cuarto y último capítulo de Zamudio, serie de Televisión Nacional de Chile y protagoniza el cortometraje Mala cara, dirigido por Gaspar Antillo.
En 2016 regresa a la televisión, participando en la serie Vidas en riesgo de Chilevisión.
En abril de 2021 es protagonista de un spot publicitario para la empresa Movistar Chile.
En agosto de 2023 fue parte del musical Cecilia, una historia incomparable. Protagonizando el masivo homenaje que se realizó en la Región del Bío-Bío a días del fallecimiento de Cecilia, la incomparable.
Está confirmada para interpretar el papel de Myriam Astudillo en el remake de la teleserie      Amores de mercado que se estrenará en enero de 2025.

## Filmografía

### Cine
| Año  | Título       | Personaje | Director       | Notas        |
| ---- | ------------ | --------- | -------------- | ------------ |
| 2013 | Fiesta Falsa | Carolina  | Daniel Peralta | debut        |
| 2015 | Mala Cara    | Ana       | Gaspar Antillo | cortometraje |

### Televisión
| Año  | Título                          | Personaje                                        | Director               | Canal |
| ---- | ------------------------------- | ------------------------------------------------ | ---------------------- | ----- |
| 2014 | Los archivos del cardenal       | Gabriela (cameo, temporada 2 ep.7).              | Juan Ignacio Sabatini  | TVN   |
| 2014 | Sudamerican Rockers             | Lucy                                             | Jordi Bachs            | CHV   |
| 2015 | Zamudio                         | Amiga de Matías (cameo, episodio 4).             | Juan Ignacio Sabatini  | TVN   |
| 2016 | Vidas en riesgo                 | Andrea                                           | Víctor Vidangossy      | CHV   |
| 2017 | 12 días que estremecieron Chile | María Paz (capítulo "Asesinato de Jaime Guzmán") | Juan Ignacio Sabatini  | CHV   |
| 2019 | Juegos de poder                 | Alejandra                                        | Patricio González      | Mega  |
| 2024 | Nuevo amores de mercado         | Myriam Astudillo                                 | María Eugenia Rencoret | Mega  |

## Otras apariciones
- Video Musical - "Everyone's Fault" de Edgar Van De Wingard - (2015).[18]